# Poesiefestival Berlin

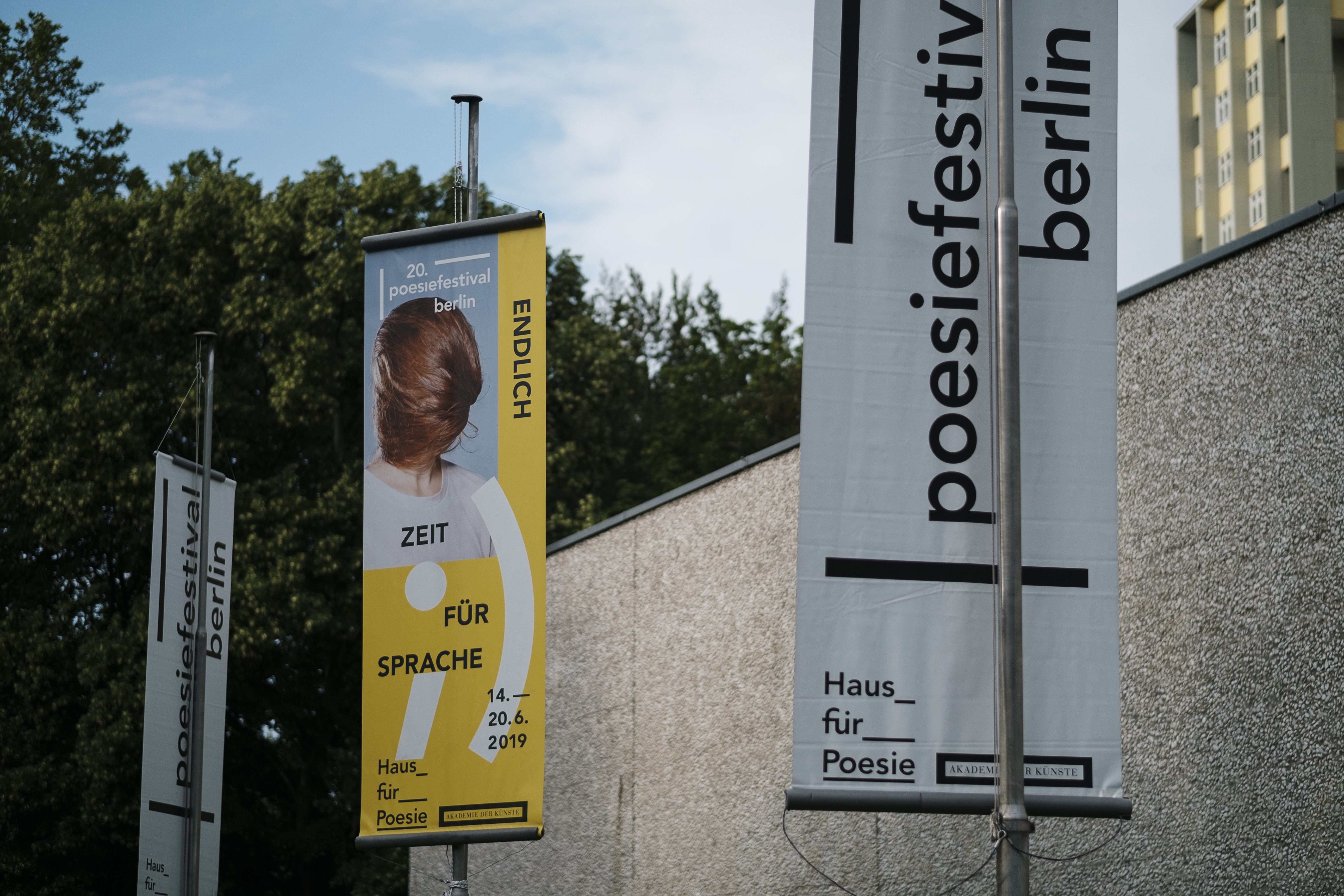
20. poesiefestival berlin 2019, Foto (c) Mirko Lux

Jedes Jahr treffen sich Dichter und Künstler aus aller Welt zum Poesiefestival Berlin – Eigenschreibweise: poesiefestival berlin –, das jeweils für etwa neun Tage an zentralen Orten in Berlin auf eine primär performative Weise Lyrik präsentiert. Das 2000 gegründete und vom Hauptstadtkulturfonds gemeinsam mit privaten Sponsoren geförderte Festival wird vom Haus für Poesie (ehemals Literaturwerkstatt Berlin) veranstaltet. Die Akademie der Künste ist Kooperationspartner und seit 2008 zentraler Austragungsort des Festivals.

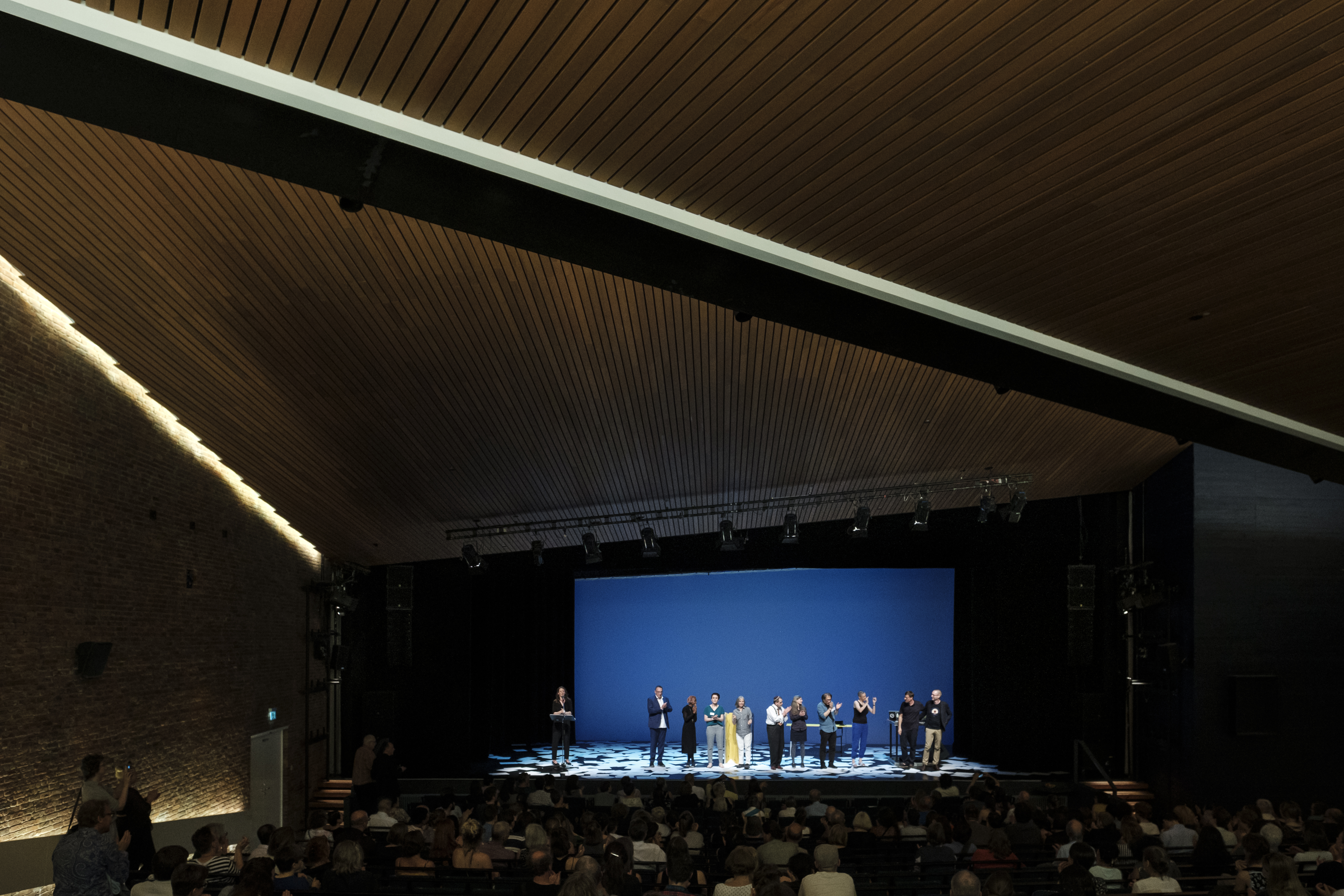
Weltklang – Nacht der Poesie beim 20. poesiefestival berlin 2019, Foto (c) Mirko Lux

## Idee
„Uns von unseren Blockaden im Umgang mit Dichtkunst zu befreien und der ältesten Kulturtechnik der Menschheit ihren Platz in der Gesellschaft zurück zu organisieren, ist Anliegen des Poesiefestival Berlin“

Zu diesem Zweck wird Poesie als performative Kunstform dargestellt, die mit Musik und Film verschmilzt. Organisator Thomas Wohlfahrt versuche auf diese Weise, die Poesie als „eigene und selbständige Kunstform neben der Literatur“ zu entwickeln.

„Das Festival lebt besonders von der konzentrierten Begegnung mit dem lyrischen Schaffen in- und ausländischer Dichter, vom öffentlichen Austausch der Autorinnen und Autoren untereinander, von der Diskussion mit dem interessierten und aufgeschlossenen Berliner Publikum. Das Motto der Eröffnung ist Programm: Weltklang!“

Das 2000 gegründete Festival ist in der Lyrikszene etabliert und hat ein generationenübergreifendes Publikum. Bisher kamen pro Jahr 8.000 bis 12.000 Besucher zu den Veranstaltungen. Bis zu 150 Lyriker aus zahlreichen Ländern tragen ihre Werke vor und diskutieren mit dem Publikum sowie mit Wissenschaftlern und Künstlerkollegen. Durch innovative Veranstaltungsformate und multimediale Präsentationen soll die Dichtkunst einem breiten Publikum zugänglich gemacht werden. Außerdem fungiert das Poesiefestival als Arbeitstreffen für Autoren sowie als Übersetzungswerkstatt.
Das Festival ist darauf ausgerichtet, auf unkonventionelle Art und Weise Nähe zum Publikum herzustellen. In der Eröffnungsveranstaltung Weltklang – Nacht der Poesie lesen etablierte Lyriker aus aller Welt – ohne Übersetzung – aus den Originalversionen ihrer Werke und lassen dadurch den Klang ihrer Dichtung auf das Publikum wirken. In den Kolloquien werden die Schwerpunkte des Festivals thematisiert. In der Poet’s Corner führt das Publikum an vielen Orten Berlins Poesiegespräche mit den Künstlern. Im Rahmen des Workshops Versschmuggel wird Poeten die Möglichkeit geboten, ihre Gedichte in die Sprache des Anderen zu „schmuggeln“. Auf dem Lyrikmarkt kann unter freiem Himmel poetische Literatur erworben werden. Für Kinder und Jugendliche gibt es ein eigenes Programm rund um das Thema Poesie. Ausstellungen und Konzerte sowie Performancekünstler ergänzen das Programm.
Auf Initiative des Hauses für Poesie machen Autoren des Poesiefestivals seit Oktober 2014 selbst gesprochene Originalversionen ihrer Gedichte bei Lyrikline.org zugänglich. Über 1.300 Dichter tragen mehr als 12.000 Gedichte in 80 Sprachen vor. Außerdem stellt Lyrikline rund 20.000 Übersetzungen bereit. 2001 erhielt Lyrikline von den Vereinten Nationen das Logo „Jahr des Dialogs zwischen den Kulturen“.
2010 verlieh die UNESCO dem Festival ihre Schirmherrschaft. Am 4. Juni 2010 bekam es den Preis Ort im Land der Ideen.

## Erste Dekade

### 2002
Das Poesiefestival wird als Spagat beschrieben: „Hier die ‘jungen Wilden’, da die Lautpoeten und in der Mitte jene, die in konventioneller Art ihrer Arbeit nachgehen“.

### 2003
Die australischen Tänzer Legs on the Wall und das Musikensemble Mara! eröffneten das Festival mit der Performance Homeland. Als Vorlage diente ein Gedicht von Stefan Kozuharov, das die Geschichte von Migration, von einem Leben in der Schwebe, erzählt. Bei der Performance stand ein Mann auf dem Dach eines Plattenbaus. Es sah aus, als wolle er springen. Ein Chor setzte ein und der Mann geht. Er geht tänzelnd die Hausfassade herunter, fast schwebend. Bilder von Reisepässen und Grenzübergängen, von Kindern mit Furcht in den Augen, wurden an die Hauswand projiziert.
In der Weltklang – Nacht trat der 1922 in Paris geborene und 2008 verstorbene Henri Chopin „als Dirigent und Konzertmeister seines elektrisch verstärkten Körperorchesters“ auf. Inspiriert von Friedrich Nietzsches Geburt der Tragödie aus dem Geist der Musik sah er ein audiovisuelles Zeitalter anbrechen, das die jüdisch – christliche Epoche beendet.

### 2007
Anlässlich der Eröffnung des Festivals im Roten Rathaus von Berlin stellten Autoren und Literaturveranstalter ihr Konzept eines „Zentrums für Poesie“ vor. Es solle ein Ort der Begegnung für Dichter, Verleger, Medien und die Öffentlichkeit sein. Diese Aktion richtete sich an Kulturstaatsminister Bernd Neumann. Der Leiter des Poesiefestivals, Thomas Wohlfahrt, meinte, „der Rückgang von Lyrikeditionen im Printbereich darf als dramatisch bezeichnet werden. Deutsche Dichtung findet heute international so gut wie nicht mehr statt“.

### 2008
„Hier hängen sie ab, in dieser herrlichen landschaftsarchitektonischen Anlage, die kleineren Kulturbetriebler der Stadt. Und die vielen Lyriker. Sie sind hier angekarrt worden mit all ihrer Poesie. 150 Stück diesmal. Welche Haltung sie wohl haben? Weltschmerz, Überheblichkeit, eine als Größenwahn getarnte Behinderung?“

Innovative Veranstaltungsformate bergen das Risiko des Scheiterns in sich. Wenn alte Poesie mit alter elektronischer Musik gemixt wird, käme nur scheinbar etwas Neues heraus: „Lyrikschwindler reden von überschrittenen Grenzen und unterliegen einem Missverständnis, denn Minus und Minus ergeben eben nicht Plus.“
Zum Abschluss des Festivals sprühten internationale Graffitikünstler ihre Interpretation von Gedichten – direkt neben den von den Dichtern handgeschriebenen Texten – an die Fassade des ehemaligen Kaufhofgebäudes in Berlin–Lichtenberg. Unter dem Motto Gedichte aus der Sprühdose stellten 19 Lyriker ihre Texte zur Verfügung, darunter Monika Rinck und Jan Wagner. Der Sprayer Tokyoe fasste Bas Böttchers Gedicht Freiheit im Quadrat als Origami-Kraniche auf. „Die sind ja auch aus quadratischem Papier gefaltet. Es ist schön, wenn ein Text auf diese Art ein Eigenleben bekommt“, meinte der Dichter.
Bei der Podiumsdiskussion wiederholte Thomas Wohlfahrt seinen Vorschlag eines „Zentrums für Poesie“. Die Frage, ob Berlin, wo „die Dichte der Dichter am dichtesten ist“, ein Zentrum für Poesie brauche, wurde überwiegend bejaht. Nur der Vertreter der Frankfurter Allgemeinen Zeitung zeigte sich skeptisch: „Wenn Verlage, Kritik und Lesungen es nicht schafften, mehr Lyrik-Leser zu gewinnen, dann liege das daran, dass die Dichtung, mit Gottfried Benn gesprochen, eine ‘leuchtende Randerscheinung’ sei“.

### 2009
Unter dem Motto „Entlang des Sambesi“ wurden unterschiedliche Formen der Dichtung – Gospel, Performance Poetry und agitative Lyrik – aus vier Sprachen sowie das „Portrait Johannesburg“ vorgestellt. Unter den Künstlern waren der Liedermacher Jackson Kaujeua, der Performer Keamogetsi Joseph Molapong, der Lyriker und Freiheitskämpfer Jack Mapanje aus Malawi und der Lyriker Moffat Moyo, sowie aus Südafrika Keorapetse Kgositsile, der Imbongi (Lob-Dichter) Zolani Mkiva, der Spoken-Word-Dichter Kgafela oa Magogodi, der Rapper Iain Gregory Robinson aka Ewok und die Dichterin Phillippa Yaa de Villiers. Ein Konzert von Chiwoniso Maraire aus Simbabwe bildete den Abschluss des Afrika-Tages.
Die Teilnehmer des Kolloquiums setzten sich mit der „sperrigen Schönheit“ des Gedichts auseinander. Die Dichterin Monika Rinck vertrat die Ansicht, das Gedicht sei nicht schwieriger oder undurchdringlicher als der Rest unserer Gegenwart. Trotzdem nehmen immer mehr – besonders kleine – Verlage unter starkem finanziellen Druck die Poesie aus ihrem Sortiment. Ein Verlagsleiter sagte: „Das Phänomen des Bestsellers gibt es in der Lyrik nicht.“

## Zweite Dekade

### 2010
Das Schwerpunktthema Mittelmeer rückte gemeinsam mit der Migration politische Lyriker in den Mittelpunkt des Interesses. Der Poet Jazra Khaleed zeigte, wie sehr ihm das Schicksal der Flüchtlinge auf der Seele lag. „Lyrik heißt Attacke“, sagte er und:
„Bin ein Monster
Ein Terrorist
Bin ein Vermummter“
Am Ende seines Vortrags zerriss er seine Manuskriptseiten und warf sie auf den Boden. Die Fotoausstellung Das Leben der Anderen von Lucas Gambi war dem Leben und den Arbeitsbedingungen der vielen Migranten gewidmet, die auf italienischen Baustellen arbeiten. Das „Thema der Poesie ist das Leben“, sagte der italienische Schriftsteller Amir Or. Diese Sichtweise kann dabei helfen, die sprachliche Gewaltbereitschaft politischer Lyriker zu verstehen.

### 2012
Der Thementag Syrien begann mit einem Gespräch über Brot, Haschisch und Mond – einem Gedicht des 1998 verstorbenen syrischen Lyrikers Nizar Qabbani, der für die arabische Kultur große Bedeutung hat. Angesichts der in Syrien eskalierenden Gewalt sei die Interpretation des im britischen Exil lebenden Dichters Nouri Jarah fahrig und blutleer gewesen und der nach Frankreich geflüchtete Kritiker Subhi Hadidi habe sich in ein braves Referat über die syrische Literaturgeschichte geflüchtet. Ein Poesiegespräch habe sich nicht entfaltet. Die Chance auf tiefere Einsichten jenseits der tagespolitischen Ereignisse sei vertan worden.

„Die Liebe ist ein Milchmädchen.
 Spricht sie, ich liebe dich,
 ist sie drei Liter tief.“

Beim Poet’s Corner lasen 30 Dichter an besonderen Orten, wie dem Körnerpark in Neukölln und der Wagenburg Lohmühle in Treptow, aus ihren Gedichten. Dabei wurde kritisiert, dass sich im Publikum hauptsächlich auswärtige Lyrikliebhaber befanden, sodass die Lesungen nichts mehr mit der Idee des Poet’s Corner zu tun gehabt hätten. Der Veranstalter des Festivals möchte, „dass die Gedichte raus sollen, in die Kieze, unter Leute, die sonst nichts mit Lyrik am Hut haben“.
Im Workshop Versschmuggel begegneten sich sechs brasilianische und sechs deutsche Dichter, um jeweils ein Gedicht in die Sprache des Anderen zu übersetzen. Die Ergebnisse sind in einer zweisprachigen Anthologie veröffentlicht worden. Eines der Kriterien, nach denen die brasilianischen Dichter ausgewählt wurden, war die Tatsache, dass deren Werke noch nicht ins Deutsche übersetzt waren. Außerdem wurde das Experiment gewagt, dass die Dichter die Sprache, in die ihre Werke übersetzt wurden, nicht beherrschten. Während des Workshops machte ein Dolmetscher Rohübersetzungen, auf deren Basis die Gedichte neu geschrieben werden konnten.

### 2013
Leopold von Verschuer inszenierte die Aufführung von Wolfgang Hilbigs Langgedicht „Prosa meiner Heimatstraße“. Dieses Werk gilt als schwer verständlich. Für den Schriftsteller Uwe Kolbe hat der Text „Brühwürfelcharakter“. Am besten sei dieser Abend dort gewesen, wo es ihm gelang, „den hohen Theaterton hinter sich zu lassen und den Text tatsächlich in einer Art Denkübung zu befragen“.

### 2014
Es wurde untersucht, wie schnell Poesie auf gesellschaftliche Brüche, wie kriegerische Auseinandersetzungen und zivilen Ungehorsam, reagiert. Die zeitliche Spanne reichte vom Ersten Weltkrieg bis zu den Schlachten am Gezi-Park und in der Ukraine. Im Ersten Weltkrieg habe die poetische Mobilmachung als eine Art Social Media fungiert, meinte der niederländische Literaturwissenschaftler Geert Buelens. Street Art Poetry erzählte von der Faszination des Aufbruchs, von der Ernüchterung und vom Schrecken. Baris Atay Mengülü zog sein Fazit, das Gedicht sei reaktionsschneller als der Film oder die Prosa.
Dichter und Philosophen tauschten ihre Gedanken aus, als beim Lyrikmarkt Die Nacht der Philosophie zu Gast war. Es gab Vorträge, Performances, Videos, Filme und Musik. Die Eröffnungsvorträge hielten:
- Markus Gabriel Könnte alles Grün sein – Der Sinn von Sein
- Christian Sommer Humanismus – Antihumanismus – Posthumanismus. Deutsch-französische Konstellationen
- Arno Schubbach Über Anfänge
- Silvana Ballnat Was heißt es in einem Dialog zu sein?

### 2015
Das Poesiefestival eröffnete die Ausstellungen Aufs Maul geschaut – Mit Luther in die Welt der Wörter und die Klanginstallation Freude. Die 16. Veranstaltung war der chinesischen Lyrik gewidmet. Beim Kolloquium „Wie nicht sprechen. Poesie und Subversion in China“ traf der im Berliner Exil lebende Dichter Liao Yiwu auf Autoren, die in der Volksrepublik publizieren. Während der Diskussion gewann Yiwu den Eindruck, „die in China lebenden Lyriker seien offensichtlich interessanter“ als er selbst. Nachdem die Moderatorin die Wahrnehmung von Exilautoren im Westen als einseitig kritisierte, verließ er das Podium und sorgte dadurch fast für einen Eklat. Der Übersetzungsworkshop Versschmuggel widmete sich deutschen und niederländischen beziehungsweise flämischen Dichtern.

„Vers zur Jahrtausendwende
 Wir haben immer eine Wahl.
 Und sei es, uns denen nicht zu beugen,
 die sie uns nahmen.“

### 2016
Poetisches Denken erweitert den Blick auf aktuelle globale Konflikte: Was ist das für eine Welt, in der wir leben und leben werden – angesichts von Kriegen, Verelendung und Flucht? Das Colloquium gab Raum für Literaturen der Flucht und suchte nach einer Sprache für das Flüchten.

### 2017
Das Festival demonstrierte die poetische Auseinandersetzung mit der ins Wanken geratenen Europäischen Union und gab Positivbeispiel für die europäischen Werte von Vielfalt, Weltoffenheit, Kunst- und Gedankenfreiheit. Diesen Gedanken führte der schottische Autor John Burnside in der Berliner Rede zur Poesie aus, denn Dichtung könne „alles Mögliche bewirken, angefangen von Mitgefühl über freies Denken bis hin zur Willensbildung in Bezug auf den gesellschaftlichen und politischen Wandel (natürlich kann Dichtung die Gesellschaft nicht verändern, das müssen wir schon selbst tun, sie kann uns jedoch eine Nahrung bieten, die uns bei dieser Aufgabe stärkt).“

### 2018
Die Poesie als moralischer Kompass stand im Fokus des Festivals. „Information muss Wissen werden; es muss vom Kopf ins Herz wandern. Nur solches Wissen kann zum Handeln inspirieren“, erklärte der karibische Poet Kendal Hippolyte beim Weltklimagipfel der Poesie. Der Konzeptkünstler Ai Weiwei und der Dichter Yang Lian aus China gaben unbequeme Antworten auf die Frage nach Gewinnern und Verlieren der Globalisierung.

### 2019
Gegen Sprach- und Diskursvergiftung, Hate Speech und Fake News setzte das Festival sich mit poetischem Widerstand zur Wehr. Der italienische Philosoph Giorgio Agamben sprach im Forum vom „Bilinguismus“ aus Dialekt und Hochsprache als poetischer Dimension. Länderschwerpunkt waren die USA: Beim VERSSchmuggel übersetzten sich US-amerikanische und deutsche Dichter und Dichterinnen gegenseitig. In der Berliner Rede zur Poesie übte der argentinische Dichter Sergio Raimondi eine „Globalisierungskritik in Versen“ und gab damit Antwort auf Adornos Forderung nach einer Poesie auf der Höhe des Kapitalismus: „Solche Moderne muss dem Hochindustrialismus sich gewachsen zeigen, nicht einfach ihn behandeln.“ Anlässlich des 50. Jahrestags der Stonewall-Aufstände diskutierten Dichter aus der LGBTQI*-Szene die Bedeutung von Stonewall für die nachfolgenden Generationen und die Rolle der Poesie im Kampf um Anerkennung und Gleichberechtigung.

### 2020
Das 21. poesiefestival berlin fand aufgrund der Corona-Pandemie zum ersten Mal als reines Online-Festival statt. Unter dem Motto „Planet P“ legte es den Fokus auf solche Poesie, die sich auseinandersetzt mit Kriegen, Migration, Pandemie, Mehrsprachigkeit oder politischem Aktivismus.

## Chronologie
Grußworte und Veranstaltungsprogramme sind ab 2003 online archiviert.
| Festival Nr. | Datum               | Schwerpunkt                                                               | Motto                                                                          | Gastautoren (Weltklang) |
| ------------ | ------------------- | ------------------------------------------------------------------------- | ------------------------------------------------------------------------------ | --- |
| 4            | 26.06 – 30.06.2003  | Australien                                                                | Quo Vadis, Gedicht?                                                            | Abbas Beydoun, Henri Chopin, Elfriede Gerstl, Lars Gustafsson, Dorothea Rosa Herliany, Wolfgang Hilbig, Nuala Ní Dhomhnaill, TT.O, Gonzalo Rojas                        |
| 5            | 26.06. – 04.07.2004 | Irland und die keltischen Sprachen                                        | Ein Zentrum für die Poesie                                                     | Gastautoren |
| 6            | 18.06. – 26.06.2005 | Spanien                                                                   | Das Poetische – heute. Zur Bedeutung des Begriffs in den Künsten der Gegenwart | Laurie Anderson, Gabeba Baderoon, Chirikure Chirikure, Okay Machisa, Michel Deguy, Clara Janés, Ko Un, Fabio Morábito, Miodrag Pavlović, Lutz Seiler, Christian Uetz    |
| 7            | 27.05. – 04.06.2006 | Mein Weg in die Welt. Wenn Dichtung international wird                    | Poesie und Übersetzung. Ein Kriminalstück                                      | Gülten Akin, Jayanta Mahapatra, Lebogang Mashile, Sainkho Namthchylak, Peter Rühmkorf, Sjón, Gerald Stern, Raphael Urweider, Hsia Yü, Adam Zagajewski                   |
| 8            | 23.06. – 01.07.2007 | Bild und Metapher in der Poesie                                           | Das Bild in der Poesie© gezett                                                 | Breyten Breytenbach, Hélène Dorion, Nora Iuga, Michael Lentz, Erín Moure, Fernando Rendón, Fuad Rifka, Derek Walcott, Erika Stucky, Luzia Braun                         |
| 9            | 05.07. – 13.07.2008 | Die Welt auf Portugiesisch                                                | Ein Haus für die Dichtung!                                                     | Manuel Alegre, Arnaldo Antunes, Inger Christensen, Lavinia Greenlaw, Hiromi Itō, Israel Bar Kohav, Yair Dalal, Ursula Rucker, Tomaž Šalamun, Stolterfoht, Serhiy Zhadan |
| 10           | 27.06. – 05.07.2009 | Sprachraum des südlichen Afrikas                                          | Sperrige Schönheit. Überlegungen zur Rezeption aktueller Lyrik                 | Rita Dove, Adolf Endler, Julián Herbert, Barbara Köhler, Kgafela oa Magogodi, Bernard Noël, Maja Ratkje, Olga Sedakova, Adam Wiedemann,                                 |
| 11           | 04.06. – 12.06.2010 | Mittelmeer                                                                | Mittelmeer und Europa – die andere Geschichte der Literatur                    | Elke Erb, Dmitry Golynko, Nina Kibuanda, Maykèz, Michael Krüger, Yang Lian, Michael Ondaatje, Anat Pick, Cole Swensen, Raúl Zurita                                      |
| 12           | 17.06. – 24.06.2011 | Arabischer Sprachraum                                                     | Neue Arabische Welt                                                            | Marcel Beyer, Iva Bittová, Yves Bonnefoy, Tsead Bruinja, Jaap van Keulen, Billy Collins, El Général, Kim Hyesoon, Silvio Rodríguez, Kathrin Schmidt                     |
| 13           | 01.06. – 09.06.2012 | Übersetzen                                                                | Living in Translation                                                          | Tomomi Adachi, Ken Babstock, Julian Heun, Yan Jun, Jessie Kleemann, Nikola Madzirov, Abdelwahab Meddeb, Michael Palmer, Monika Rinck, Andreas Töpfer                    |
| 14           | 07.06. – 15.06.2013 | Heimat                                                                    | Wo ist die Poesie?                                                             | Christian Bök, TJ Dema, Oswald Egger, Ursula Krechel, The Maw Naing, Iman Mersal, Luis García Montero, Don Paterson                                                     |
| 15           | 05.06. – 13.06.2014 | Gesellschaftliche Brüche                                                  | Schwindel der Wirklichkeit – Ziviler Ungehorsam                                | Ursula Andkjaer Olsen, Paulus Böhmer, Criolo, Mariusz Grzebalski, Ko Un, Les Murray, Alice Notley, Anja Utler, Phillippa Yaa de Villiers                                |
| 16           | 19.06. – 27.06.2015 | Kapital                                                                   | Die Zukünfte der Dichtung                                                      | Zang Di, LaTasha N. Nevada Diggs, Jochen Distelmeyer, Elena Fanailova, L-ness, Reiner Kunze, Márió Z. Nemes, Christian Prigent, Lisa Robertson                          |
| 17           | 03.06. – 11.06.2016 | Konfliktzonen                                                             | Kein schöner Land                                                              | Hinemoana Baker, Caroline Bergvall, Ana Blandiana, Souleymane Diamanka, Luis Felipe Fabre, Gerhard Falkner, Rasha Omran, Charles Simic, Uljana Wolf                     |
| 18           | 16.06. – 24.06.2017 | EU und Europa                                                             | Europa_Fata Morgana                                                            | John Burnside, Yasuki Fukushima, Arnon Grünberg, Mila Haugová, Dagmara Kraus, James Noël, M. NourbeSe Philip, Sergio Raimondi, Charlotte Van den Broeck, Jan Wagner     |
| 19           | 24.05. – 31.05.2018 | Werte                                                                     | Werte Vers Kunst                                                               | Charles Bernstein, Robert Forster, Jorge Kanese, Katalin Ladik, Ketty Nivyabandi, Kerstin Preiwuß, Yoko Tawada, Søren Ulrik Thomsen                                     |
| 20           | 14.06. – 20.06.2019 | Sprachvergiftung und poetischer Widerstand                                | Endlich Zeit für Sprache                                                       | Yugen Blakrok, Patrizia Cavalli, Anja Golob, Rainer René Mueller, Eileen Myles, Marion Poschmann, Fatemeh Shams, Keston Sutherland, Xi Chuan                            |
| 21           | 05.06. – 11.06.2020 | Poesie in Auseinandersetzung mit Pandemie, Migration und Mehrsprachigkeit | Planet P                                                                       | Mircea Cărtărescu, Michael Donhauser, Athena Farrokhzad, Yanko González, Luljeta Lleshanaku, Koleka Putuma, Ariana Reines, Katharina Schultens, Yi Won                  |

## Ausstellungen, Konzerte und Performances
Seit 2007 wird das Poesiefestival von Ausstellungen, Konzerten und Performances begleitet:
| Jahr | Thema der Ausstellung | Künstler | Ort in Berlin |
| ---- | --- | --- | --- |
| 2007 | Avatar. Digitale Poesie | Jocelyn Robert, Christof Migone, Émile Morin, Sabica Senez | Podewils’sches Palais |
| 2007 | Worte in Freiheit. Konkrete Poesie Kataloniens | Joan Brossa, Guillem Viladot, Iglesias Del Marquet | Instituto Cervantes |
| 2007 | Genero | Ein Rezensionsautomat | Lyriklounge |
| 2008 | Zebra/Cordel | Zebra Poetry Film Festival | Akademie der Künste, Hanseatenweg, Studiofoyer |
| 2009 | Poesies: Sprachspiele | Johannes Auer, René Bauer, Simon Biggs, Friedrich Block, Anton Bruhin, Florian Cramer, Klaus Peter Dencker, Stefan Freier, Heinz Gappmayr, Eugen Gomringer, Daniel Howe, Steffi Jüngling, Eduardo Kac, Aya Natalia Karpinska, Stephan Krass, Franz Mon, Yoko Ono, Christine Clara Oppel, Oskar Pastior, Jörg Piringer, Julius Popp, Wolfram Spyra, Christian Steinbacher, Beat Suter, Timm Ulrichs, versfabrik, Peter Vogel, Uli Winters | Akademie der Künste, Hanseatenweg |
| 2010 | Thalassa/Meer | Luca Gambi | Akademie der Künste, Hanseatenweg, Studiofoyer |
| 2011 | Movens – Poesie im Netz der Medien | Jean-Pierre Balpe, Pecha Kucha, Zebra Poetry Filme, zahlreiche Berliner Dichter | Akademie der Künste, Pariser Platz, Foyer |
| 2012 | Konzert: Erdmöbel | Markus Berges, Ekki Maas, Wolfgang Proppe, Christian Wübben | Akademie der Künste, Hanseatenweg, Studio |
| 2013 | Poesie als Kunstklang | Canan Bayram, Carsten Gericke, Bernd Lindner, Selma Wels, Gary Hill, Douglas Henderson, Medienkünstlerpaar SA/JO | Akademie der Künste, Hanseatenweg, Studio für Elektroakustische Musik |
| 2013 | Fotoausstellung: Wozu Poesie? | Sergey Shabohin mit zahlreichen Künstlern | The Mandala Hotel |
| 2014 | Kling und Pastior: Text – Stimme – Bild | Thomas Kling, Oskar Pastior | Akademie der Künste, Hanseatenweg, Eingangsfoyer |
| 2014 | poesiefestival berlin – für Kinder, Jugendliche und Lehrer | Dafne-Maria Fiedler, Julia Gaßner, Robert Fitterman, Markus Georg, Edelgard Hansen, Brigitte Heuer, Sylvia Krupicka | Akademie der Künste, Hanseatenweg |
| 2015 | Aufs Maul geschaut – Mit Luther in die Welt der Wörter | - | Akademie der Künste, Hanseatenweg |
| 2015 | „Brotzeit“ – eine brotbrechende Performance | Bas Böttcher | Akademie der Künste, Hanseatenweg |
| 2016 | Goethe-Institut Rio de Janeiro: Poetische Deutschlandbilder 2016! Freiheit der Sprachbewegung – Klang- und Videoinstallation Die Winterreise – Videomontage                                                             | u. a. Franz Schubert, Wilhelm Müller, Kornél Mundruczó | |
| 2017 | Franz Dodel: Nicht bei Trost. Das Material Ulrich Schlotmann: „Melkanlagen der Marke Eigenbau entsprachen den einschlägigen EU-Richtlinien nun einmal nicht wirklich“ Carsten Schneider: Dekonstruktion in Wort und Ton | Franz Dodel, Ulrich Schlotmann, Carsten Schneider | Akademie der Künste, Hanseatenweg |
| 2018 | raus mit der Sprache – Highlights der konkreten, visuellen und Lautpoesie, Berlin | Natalie Czech, Joseph Beuys, Barbara Bloom, John Cage, KP Brehmer, Marcel Broodthaers, Henning Christiansen, Braco Dimitrijević, Robert Filliou, Richard Hamilton, Mona Hatum, Ilya Kabakov, Allan Kaprow, On Kawara, Arthur Köpcke, Jarosław Kozłowski, Olaf Metzel, Dan Perjovschi, Sigmar Polke, Dieter Roth, Sarkis, Endre Tot, Nasan Tur, Ben Vautier, Lawrence Weiner, Emmett Williams, Anke Becker, Arnold Dreyblatt, Carl Andre, Robert Barry, Terry Fox, Bernard Heidsieck, Dom Sylvester Houédard, Jiří Kolář, Elizabeth Lebon, Cia Rinne, Arno Schmidt, Ruth Wolf-Rehfeldt, Kriwet, Friederike Feldmann, Claus Bremer, Klaus Burkhardt, John Furnival, Ilse und Pierre Garnier, Gerhard Rühm, Michael Barthel, Marc Matter, Andreas Bülhoff uvm. | Galerie und Verlag Broken Dimanche Press Galerie Edition Block Galerie Manière Noire Galerie Oqbo Galerie BQ Atelier Friederike Feldmann Studiensaal der Kunstbibliothek Akademie der Künste, Hanseatenweg |
| 2019 | Aubergine mit Scheibenwischer – Die Zeichnungen von Oskar Pastior | Oskar Pastior | Akademie der Künste, Hanseatenweg |